# Southport Airport
Southport Airport är en flygplats i Australien. Den ligger i kommunen Gold Coast och delstaten Queensland, omkring 60 kilometer sydost om delstatshuvudstaden Brisbane. Southport Airport ligger 6 meter över havet. Den ligger vid sjön Coombabah Lake.
Trakten är tätbefolkad. Närmaste större samhälle är Gold Coast, omkring 11 kilometer sydost om Southport Airport. Genomsnittlig årsnederbörd är 1 424 millimeter. Den regnigaste månaden är januari, med i genomsnitt 275 mm nederbörd, och den torraste är oktober, med 21 mm nederbörd.